# Egor Mehonțev
Egor Mehonțev (n. 14 noiembrie 1984, Asbest, RSFS Rusă, URSS) este un boxer ce a reprezentat Rusia, medaliat olimpic. A participat la o ediție a Jocurilor Olimpice (2012) în care a câștigat o medalie de aur.

## Participări
Lista de mai jos prezintă principalele competiții la care a participat Egor Mehonțev de-a lungul carierei.
- boxing at the 2012 Summer Olympics – men's light heavyweight[*]